# Сакелари (полуостров)
Сакелари (на руски: Сакеллари полуостров; на английски: Sakellari Peninsula) е голям полуостров край бреговете на Източна Антарктида, Земя Ендърби. Простира се на 58 km навътре в югоизточната акватория на море Космонавти, част от Индоокеанския сектор на Южния океан, между заливите Кейси (Лена) на югозапад и Амундсен на североизток. Тесен до 4 km провлак го свързва с останалата част на континента. На север-северозапад протока Стайлс го отделя от остров Витьо. Западно от провлака и южно от полуострова е разположен шелфовия ледник Зъбчат, а източно от провлака и югоизточно от полуострова – шелфовия ледник Уайърс.
Полуостровът е картиран на базата на извършената топографска снимка от австралийска антарктическа експедиция през 1956 – 57 г. и от 1-вата съветска антарктическа експедиция през 1957 г. Наименуван е в чест на видния руски учен, основател на съветската школа за корабни щурмани Николай Сакелари (1880 – 1936).